# ألدن إرينيرك
ألدن إرينيرك (بالإنجليزية: Alden Ehrenreich) مواليد 22 نوفمبر 1989 في لوس أنجلوس، كاليفورنيا، الولايات المتحدة، هو ممثل أمريكي بدأ مسيرته الفنية عام 2005.

## الأعمال

### أفلام
- مخلوقات جميلة
- ستوكر
- ياسمين أزرق
- يعيش القيصر
- القواعد لا تنطبق
- أسلحة

## روابط خارجية
- ألدن إرينيرك على موقع IMDb (الإنجليزية)
- ألدن إرينيرك على موقع ألو سيني (الفرنسية)
- ألدن إرينيرك على موقع أول موفي (الإنجليزية)
- ألدن إرينيرك على موقع قاعدة بيانات الأفلام السويدية (السويدية)
- ألدن إرينيرك على موقع قاعدة بيانات الفيلم (الإنجليزية)
- ألدن إرينيرك على موقع كينوبويسك (الروسية)